# Jagraon
Jagraon è una città dell'India di 60.106 abitanti, situata nel distretto di Ludhiana, nello stato federato del Punjab. In base al numero di abitanti la città rientra nella classe II (da 50.000 a 99.999 persone).

## Geografia fisica
La città è situata a 30° 46' 60 N e 75° 28' 60 E e ha un'altitudine di 233 m s.l.m..

## Società

### Evoluzione demografica
Al censimento del 2001 la popolazione di Jagraon assommava a 60.106 persone, delle quali 31.722 maschi e 28.384 femmine. I bambini di età inferiore o uguale ai sei anni assommavano a 6.863, dei quali 3.764 maschi e 3.099 femmine. Infine, coloro che erano in grado di saper almeno leggere e scrivere erano 41.021, dei quali 22.612 maschi e 18.409 femmine.